# Ганна Кірні
Ганна Кірні (англ. Hannah Kearney; нар. 26 лютого 1986) — американська фристайлістка, спеціалістка з могулу, олімпійська чемпіонка.
Кірні брала участь у двох Олімпіадах. В Турині вона не змогла пробитися у фінальну двадцядку. У Ванкувері їй пощастило виграти золоту олімпійську медаль.
Кірні вважає себе «наполовину канадкою», оскільки її мама виросла в Монреалі, і вона має багато канадських родичів. Гануся любить коней, в'язання, грати в футбол і вболівати за брата, коли він грає в хокей.